# Mary Jobe Akeley

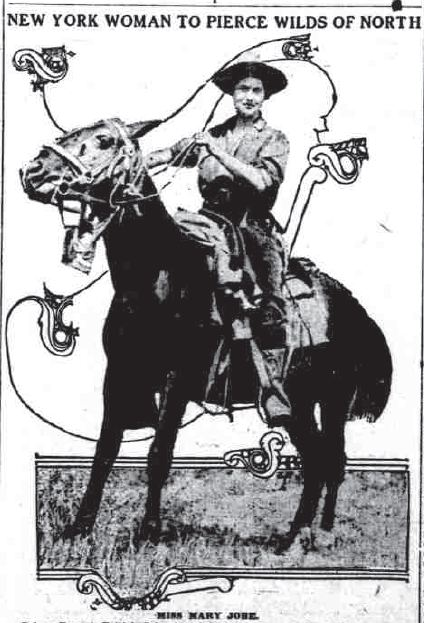
Mary Jobe Akeley, abgebildet im Washington Herald vom 6. Juli 1913

Mary Lenore Jobe Akeley (* 29. Januar 1878 in Tappan, Ohio; † 19. Juli 1966 in Mystic, Connecticut) war eine US-amerikanische Entdeckerin, Naturforscherin, Fotografin, Kartografin und Autorin. Sie ist besonders bekannt für ihre Forschungen in Afrika, darunter im heutigen Kongo, Kenia und Tansania, sowie in den kanadischen Rocky Mountains. Der Berggipfel Mount Jobe in British Columbia ist nach ihr benannt.

## Leben
Mary Lenore Jobe war die jüngste Tochter von Sarah Jane Jobe und Richard Watson. Sie besuchte das Scio College in Alliance, Ohio, wo sie 1897 ihren Bachelor-Abschluss machte. 1901 begann sie, am Bryn Mawr College Englisch und Geschichte zu studieren. 1909 begann sie ein Master-Studium an der Columbia University. Parallel zu ihrem Studium lehrte sie an der City University of New York und der Temple University in Philadelphia.
1913 unternahm sie ihre erste Forschungsreise zu den indigenen Völkern im Nordwesten Kanadas. In den folgenden Jahren unternahm sie mehrere Reisen in die kanadischen Rocky Mountains und machte dort auch geographische, geologische und botanische Studien, die sie fotografisch dokumentierte. Von der kanadischen Regierung bekam sie den Auftrag, das Quellgebiet des Fraser River zu kartieren. Außerdem versuchte sie als erste, den damals ebenfalls noch unkartierten Mount Sir Alexander, einen der höchsten Berge der kanadischen Rocky Mountains, zu besteigen. Aufgrund dieser Arbeiten wurde sie Mitglied der Royal Geographical Society.
1914 gründete sie in Mystic, Connecticut, ein Outdoor-Feriencamp für Mädchen, das bis 1930 in Betrieb war.
1924 heiratete sie den frisch geschiedenen Naturforscher Carl Akeley. Zusammen brachen sie 1926 zu einer Forschungsexpedition nach Afrika auf, um dort für das American Museum of Natural History Tiere und Pflanzen zu erkunden. In der damaligen Kolonie Belgisch-Kongo beobachteten und fotografierten sie unter anderem Gorillas.
Als Carl Akeley 1926 unerwartet starb, übernahm Mary Jobe Akeley die Leitung der Expedition und führte seine Forschungen weiter. Außerdem kartierte sie ganze Landstriche im Kongo, in Kenia und Tanganjika. Nach ihrer Rückkehr setzte sie sich für Natur- und Artenschutz und die Erhaltung des Lebensraumes indigener Völker ein.
1935 brach sie zu einer weiteren Expedition auf, bei der sie ethnografische Studien zur Kultur der Zulu und Swasi sowie zoologische Studien zu den Tieren im Kruger-Nationalpark betreiben wollte. Zwischen 1938 und 1941 betrieb sie weitere Forschungen in Kanada; 1947 kehrte sie in den Krüger-Nationalpark zurück, wo sie diesmal auch umfangreiche Filmaufnahmen machte.
Mary Jobe Akeley veröffentlichte seit ihren ersten Reisen in Kanada zahlreiche Reiseberichte und Artikel in wissenschaftlichen Zeitschriften. Später schrieb sie sieben Bücher über ihre und Carl Akeleys Forschungen in Afrika.
1966 starb sie in ihrem Haus in Mystic.

## Veröffentlichungen
- 1929: Carl Akeley’s Africa
- 1930: Adventures in the African Jungle
- 1932: Lions, Gorillas and Their Neighbors
- 1936: The Restless Jungle
- 1940: The Wilderness Lives Again. Carl Akeley and the Great Adventure
- 1946: Rumble of a Distant Drum. A True Story of the African Hinterland
- 1950: Congo Eden

## Ehrungen
Für ihre Erkundung der belgischen Kolonien in Afrika verlieh König Albert I. von Belgien Mary Jobe Akeley den belgischen Kronenorden.
Die kanadische Regierung nannte ihr zu Ehren einen Gipfel der kanadischen Rocky Mountains Mount Jobe.